# Opération Colère de Dieu
Pour les articles homonymes, voir Baïonnette.
L'opération Colère de Dieu (en hébreu מבצע זעם האל (Mivtzah Zaam Ha'el)), aussi connue sous le nom d'opération Baïonnette (Kidon), est une opération secrète dirigée par le gouvernement d'Israël et effectuée par le service Action du Mossad visant à assassiner les auteurs directs ou indirects suspectés de la prise d'otages des Jeux olympiques de Munich de 1972, appelée aussi « massacre de Munich ». Les cibles visées par l'opération incluent les membres du groupe palestinien Septembre noir qui étaient responsables de la prise d'otages de Munich, ainsi que des fedayin de l'OLP accusés d'être impliqués dans l'opération meurtrière. L'opération Colère de Dieu reçoit l'aval de la Première ministre israélienne Golda Meir en automne 1972. Elle dure plus de vingt ans.
Durant ces années, les unités israéliennes chargées de cette mission tuent à travers l'Europe une douzaine de Palestiniens et de ressortissants de pays arabes directement concernés par le massacre des athlètes israéliens de Munich (Allemagne) en 1972. Un assaut militaire additionnel, dirigé par Ehud Barak, fut mené au Liban par des commandos israéliens afin d'éliminer des cibles palestiniennes précises impliquées dans le terrorisme anti-israélien.
Cette série d'assassinats provoque des ripostes de la part du groupe Septembre noir visant des membres du gouvernement israélien. Colère de Dieu suscite également des réactions et des critiques envers Israël, notamment pour son choix des cibles, sa tactique d'assassinat et l'efficacité globale de l'opération. En raison du caractère secret de celle-ci, certains détails restent invérifiables en dehors des sources uniques, dont le récit d'un Israélien, Yuval Aviv, qui prétend avoir dirigé un commando dans cette opération ; ou encore grâce aux confidences mesurées de l'ancien chef du Mossad qui les supervisait tous.
Ces événements sont relatés dans le film documentaire intitulé Un jour en septembre (One day in september) de Kevin Macdonald, sorti en 1999.
Ils sont aussi adaptés au cinéma dans les films L'Épée de Gédéon de Michael Anderson sorti en 1986 et Munich de Steven Spielberg sorti en 2005 - ce dernier ayant été critiqué pour ses « inventions » et sa mise à égalité des agents du Mossad et des terroristes palestiniens ; son propre scénariste le qualifie de « fiction historique ». Ces deux films sont inspirés du livre (en) Vengeance : The True Story of an Israeli Counter-Terrorist Team de George Jonas, paru en 1984.

## Contexte et Comité X
L'assassinat de onze athlètes israéliens pendant les Jeux olympiques d'été de 1972 par des terroristes du groupe palestinien Septembre noir pousse Israël à reconsidérer sa politique en matière de lutte contre le terrorisme.
Peu après l'événement, la Première ministre israélienne Golda Meir crée le Comité X, un petit groupe constitué de membres du gouvernement chargé de réfléchir à une réponse israélienne, composée d'elle-même à sa tête, du ministre de la Défense Moshe Dayan, de celui de l'Éducation Igal Alon et du ministre sans portefeuille Israël Galili. Elle confie également au général Aharon Yariv la charge d’être son conseiller personnel en matière d'anti-terrorisme ; celui-ci ainsi que le chef du Mossad Zvi Zamir prennent le contrôle et la direction des opérations futures.
Golda Meir « espérait que les Européens seraient conscients et agiraient eux-mêmes contre le terrorisme palestinien dirigé contre Israël » mais le comité en vient à la conclusion que pour décourager de futurs actes de terrorisme contre les Juifs en Europe et en Israël, celui-ci devait tuer ceux qui avaient commandité ou exécuté la prise d'otages de Munich. Sous la pression de l'opinion publique israélienne, Golda Meir autorise le commencement de la campagne de « représailles » - alors que le chef du Mossad, Zvi Zamir, soutient qu'il n'a jamais été question de « représailles » mais de cibler des sources du terrorisme palestinien en Europe -, avec une réticence qui disparaît cependant quand les preneurs d'otages survivants ont été libérés seulement quelques mois plus tard par l'Allemagne pour obéir aux exigences de pirates de l'air qui avaient détourné un avion de la Lufthansa, le 29 octobre 1972.
Le Comité X fixe de se réunir pour décider soigneusement chaque élimination au cas par cas et « savoir qui attaquer » en évaluant « le résultat attendu ».
L'ancien membre du Palmach, le commandant Mike Hariri est désigné pour réunir l'équipe, dénommée « unité Kidon » (baïonnette), de femmes et d'hommes surnommés kidonim, chargée de localiser, d'infiltrer et d'éliminer les auteurs des attentats, en tentant d'éviter des dommages collatéraux. Ils sont soutenus dans leur entreprise par un réseau d'informateurs. Chaque opération est suivie d'un débriefing.
Décidée en 1972, l'opération Colère de Dieu s'achève en 1992.

## La «liste Golda»
1. Abdel Wael Zwaiter (tué en octobre 1972 à Rome)
2. Mahmoud Hamchari (mort en janvier 1973 à Paris à la suite d'une attaque à la bombe en décembre 1972)
3. Bashir Abd al-Chir (tué en janvier 1973 à Chypre)
4. Ahou Zeid (tué en avril 1973 à Athènes)
5. Basil al-Qubeisi (tué en avril 1973 à Paris)
6. Kamal Adouan (tué en avril 1973 à Beyrouth)
7. Mohammed Youssef al-Najjar dit Abou Youssef (tué en avril 1973 à Beyrouth)
8. Kamal Boutros Nasser (tué en avril 1973 à Beyrouth)
9. Mohamed Boudia (tué en juin 1973 à Paris)
10. Ali Hassan Salameh dit Abou Hassan (tué en janvier 1979 à Beyrouth)
11. Khalil al-Wazir dit Abou Jihad (tué le 16 avril 1988 à Tunis)
12. Wadie Haddad (mort d'une leucémie en 1978 à Berlin-Est)
13. Salah Khalaf dit Abou Iyad (tué en janvier 1991 à Tunis par des dissidents palestiniens du Fatah)
14. Atef Bseiso (tué en juin 1992 à Paris)

### Controverses
Dans un documentaire télévisuel de 2000, le journaliste Emmanuel François avance la thèse selon laquelle sur la « liste Golda », figurent des personnalités militant contre la politique israélienne, hommes politiques ou simples intellectuels, sans lien prouvé avec la prise d'otages,.
Le 21 juillet 1973, à Lillehammer, le Mossad assassine par erreur Ahmed Bouchikhi, un serveur d'un débit d'alcool d'origine marocaine (frère de Chico Bouchikhi, guitariste cofondateur des Gipsy Kings), le confondant avec Ali Hassan Salameh, du fait de certaines coïncidences et de sa fatale ressemblance physique avec le terroriste.
À la suite de cet échec, Mike Hariri présente sa démission qui est refusée mais l'opération Colère de Dieu est suspendue,. Ali Hassan Salameh sera éliminé cinq ans plus tard.
Les membres de l'équipe de repérage et d'exécution d'Ahmed Bouchiki sont capturés, jugés et condamnés à un à cinq ans et demi de prison en Norvège puis libérés après avoir purgé un tiers de leur peine.
Le gouvernement israélien ne reconnaît jamais directement sa responsabilité dans le meurtre de Bouchikhi mais en 1996, il présente des excuses à la famille et transfère le paiement d'une indemnité d'un montant de 400 000 dollars au fils de Bouchikhi vivant en Norvège,.

### Sources et bibliographie
- (en) Cet article est partiellement ou en totalité issu de l’article de Wikipédia en anglais intitulé « Operation Wrath of God » (voir la liste des auteurs).
- (en) Simon Reeve, One Day in September, New York, Arcade Publishing, 2000, 304 p. (ISBN 1-55970-547-7, lire en ligne)

## Liens
- (he) Interview de Zvi Zamir, l'ancien chef du Mossad, sur Haaretz
- (en) Site officiel du Mossad